# Stena Gothica (Schiff, 1982)
Die Stena Gothica ist ein RoPax-Schiff der Stena Line, das auf der Route Travemünde–Liepāja eingesetzt wird. Zeitweise fuhr sie früher schon als Stena Driver für Stena Line. Das Schiff ist rund 171 Meter lang und 21 Meter breit. Es kann 186 Passagiere befördern und wurde 1982 gebaut.

## Geschichte
Das Schiff wurde für Delpa Maritime als Lucky Rider gebaut und im März 1982 abgeliefert. 1985 wurde es an Stena Line verkauft und als Stena Driver betrieben. Ab 1985 fuhr es dann als Seafreight Freeway für Sealink British Ferries. 1988 ging es an So Mejdunaroden Automobile Transport (S.M.A.T.) und wurde als Serdica betrieben. 1990 wurde das Schiff in Nordic Hunter umbenannt und 1990 in Arka Marine. Seit 1991 heißt es Ask. Bis 1997 fuhr das Schiff für DSB, danach bis 1998 für Scandlines A/S und bis 1999 für Scandlines GmbH. Bis zum Jahr 2000 fuhr das Schiff für Euroseabridge. Bis 2001 fuhr das Schiff wieder für Scandlines GmbH. Bis 2002 fuhr das Schiff für Nordö Link. 2003 fuhr das Schiff zeitweise für Scandlines GmbH, Scandlines Amber Line und bis 2005 für Scandlines AB. Seit 2005 fuhr das Schiff für ISCOMAR und dann wieder für Scandlines GmbH. Bis 3. Januar 2009 fuhr das Schiff auf der Route Rostock–Ventspils und danach auf der Route Nynäshamn–Ventspils.
Ab Mitte 2012 fuhr das Schiff wieder für Stena Line zusammen mit dem Schwesterschiff Urd auf der Route Travemünde–Liepāja. Im Herbst 2015 wechselte das Schiff auf die Route Göteborg – Frederikshavn und ersetzte die Stena Scanrail. Dabei erhielt das Schiff den neuen Namen Stena Gothica. Aufgrund einer Havarie der Stena Jutlandica wechselte die Ask bereits am 25. Juli auf diese Route. Am 28. September 2015 erhielt das Schiff den Namen Stena Gothica, Heimathafen wurde Göteborg. Vom 26. November bis zum 4. Dezember 2015 wechselte das Schiff auf die Route Kiel–Göteborg, um die Stena Scandinavica vorübergehend zu ersetzen.
Danach wurde das Schiff bis zum 15. September 2018 zwischen Göteborg und Frederikshavn eingesetzt und wurde dann durch die Stena Vinga ersetzt. Seitdem fährt sie wieder auf der Linie Travemünde–Liepāja.
Seit Mai 2022 verkehrt das Schiff auf der Route zwischen Nynäshamn (Schweden) / Norvik und dem finnischen Hanko, gemeinsam mit der STENA URD im wechselnden Einsatz.